# Gepiu
Gepiu è un comune della Romania di 1 778 abitanti, ubicato nel distretto di Bihor, nella regione storica della Transilvania.
Il comune è formato dall'unione di 2 villaggi: Bicaci e Gepiu.